# Wilhelm Ziegelmayer
Wilhelm Ziegelmayer (* 18. Januar 1898 in Schweich bei Trier; † 4. Januar 1951 in Berlin) war ein deutscher Lehrer und Ernährungswissenschaftler. Während der Zeit des Nationalsozialismus leitete er als Oberregierungsrat die Abteilung für Verpflegung, Beschaffung und Nachschub im Heeresverwaltungsdienst. Er galt als strategischer Kopf der deutschen Militär- und Gemeinschaftsverpflegung. Nach 1945 fungierte er als Koordinator der Ernährungspolitik in der Sowjetischen Besatzungszone.

## Ausbildung und beruflicher Werdegang bis 1933
Wilhelm Ziegelmayer besuchte von 1918 bis 1920 das Lehrerseminar Trier. Anschließend war er als Mittelschullehrer für Zoologie, Botanik und Geologie tätig. Von 1921 bis 1925 studierte er Biologie, Chemie und Physiologie an den Universitäten Frankfurt am Main, Marburg, Perugia und Neapel. Im Jahr 1925 erfolgte seine Promotion zum Dr. phil.
Von 1926 bis 1932 war er als Mittelschullehrer in Berlin und Potsdam – u. a. von 1926 bis 1927 an der reformpädagogischen Versuchsschule Schulfarm Insel Scharfenberg im Tegeler See in Berlin – tätig, sowie Vorstand des „Reichsvereins für Volksernährung“.

## Zeit des Nationalsozialismus
Von 1933 bis 1945 arbeitete Ziegelmayer als Regierungsrat bzw. Oberregierungsrat im Heeresverwaltungsdienst Berlin. Dort leitete er die Abteilung für Verpflegung, Beschaffung und Nachschub. Er war zuständig für die deutsche Militär- und Gemeinschaftsverpflegung. Sein 1936 veröffentlichtes Standardwerk Rohstoff-Fragen der deutschen Volksernährung wurde immer wieder neu aufgelegt und bezog sich ab 1941 zunehmend auf die Veränderungen durch die territorialen Eroberungen nach dem deutschen Überfall auf die Sowjetunion. Im Heeresverwaltungsamt galt Ziegelmayer als „strategischer Kopf der deutschen Militär- und Gemeinschaftsverpflegung“.
Bei der Leningrader Blockade 1941 war Ziegelmayer für die Berechnung des Ernährungsbedarfs der eingeschlossenen Bevölkerung zuständig. Er setzte die in der Stadt vorhandenen Nahrungsmittelvorräte mit der Zahl der Menschen in Relation setzte und kam zu dem Schluss, es sei nicht nötig das Leben deutscher Soldaten zur Eroberung der Stadt aufs Spiel zu setzen. Leningrad könne durch eine „wissenschaftlich begründete Methode vernichtet werden“, schrieb er am 10. September 1941 in sein Tagebuch, da sicher sei, „dass Menschen mit einer solchen Ration nicht leben können“. Dass ein Großteil der Menschen zweieinhalb Jahre durchhielt und überlebte, überraschte Ziegelmayer und er wunderte sich Zeit seines Lebens, dass „nur“ ungefähr eine Million Menschen verhungerten.
Neben seiner Funktion beim Heeresverwaltungsamt war Ziegelmayer von 1941 bis 1945 Leiter der Sektion Ernährungswissenschaft in der Abteilung Ernährung und Landwirtschaft des Berliner Magistrats. Zudem wurde er 1944 Nationalsozialistischer Führungsoffizier. Beim Bevollmächtigten für das Gesundheitswesen Karl Brandt war er 1944 Angehöriger des wissenschaftlichen Beirates.

## Nachkriegszeit, Sowjetische Besatzungszone, DDR
Ab Herbst 1945 bis zum Jahr 1949 war Wilhelm Ziegelmayer Vizepräsident der Deutschen Verwaltung für Handel und Versorgung in der Sowjetischen Besatzungszone, darüber hinaus Vizepräsident der Deutschen Wirtschaftskommission sowie Direktor des Instituts für Ernährung und Verpflegungswissenschaft in Berlin-Dahlem mit der Zweigstelle in Potsdam-Rehbrücke. In der Zeit von 1947 bis 1950 war er auch Direktor des Instituts für Ernährung und Verpflegungswissenschaft in Potsdam-Rehbrücke. Mit dieser Funktion, so der Historiker Götz Aly, war Ziegelmayer „oberster Ernährungsfachmann der  sowjetischen Zone“. Sein Standardwerk „Rohstoff-Fragen der deutschen Volksernährung“ wurde neu aufgelegt, allerdings ohne die 1941 aufgenommene Erweiterung „Ausblick auf die Großraumwirtschaft“, die nun herausgekürzt wurde. Russischen Kollegen gegenüber zeigte er sich als „alter Ernährungswissenschaftler“ erstaunt, dass die Mehrheit der bei der Leningrader Blockade 1941–1944 eingeschlossenen und ausgehungerten Bevölkerung trotz extremen Hungers, der eine Million Menschenleben forderte, überlebte: „Mir ist rätselhaft, was für ein Wunder dort bei Ihnen geschehen ist.“
Von 1946 bis 1950 war Ziegelmayer zudem als Professor an der Landwirtschaftlichen Fakultät der Humboldt-Universität zu Berlin tätig. Des Weiteren wirkte er als Direktor des Instituts für Vorratspflege und Landwirtschaftliche Gewerbeforschung und als Honorarprofessor an der Technischen Universität in West-Berlin.

## Schriften (Auswahl)
- mit Walther Kittel und Walter Paul Schreiber: Soldatenernährung und Gemeinschaftsverpflegung, Vorwort von Anton Waldmann und Friedrich Karmann, Steinkopff Verlag, Dresden und Leipzig 1939, DNB-Link
- Die naturwissenschaftlichen Grundlagen des Kochens und der Ernährung. In Verbindung mit den Grundbegriffen der Kolloidchemie und der physikalischen Chemie. Julius Beltz, Langensalza 1929 (3. Auflage 1942)
- Rohstoff-Fragen der deutschen Volksernährung. Eine Darstellung der ernährungswirtschaftlen und ernährungswisschaftlichen Aufgaben unserer Zeit. Steinkopff, Dresden und Leipzig 1936 (4. erweiterte Auflage 1941 mit einem Ausblick auf deutsche Großraumwirtschaft)
- Die Ernährung des deutschen Volkes. Ein Beitrag zur Erhöhung der deutschen Nahrungsproduktion. (völlig umgearbeitete Auflage von "Rohstoff-Fragen d. dt. Volksernährung", Erstauflage 1936)  Steinkopff, Dresden und Leipzig 1947
- Ernährungslehre. Grundlagen der Ernährungs- und Verpflegungswissenschaft. Beltz, Langensalza 1948
- Drei Jahre Ernährungswirtschaft in der Ostzone. Deutscher Zentral-Verlag, Berlin 1948